# Hassor
|  | Per a altres significats, vegeu «Hassor (desambiguació)». |

Hassor (Hazor) va ser una ciutat de Palestina, la capital del més poderós dels regnes cananeus al nord de Palestina, en el moment en què van arribar-hi els israelites després de la seva fugida d'Egipte.
Al tercer mil·lenni ja estava habitada, però es limitava a la ciutat alta o acròpoli. Cap a l'any 1900 aC és esmentada com un lloc secundari de Canaan en una tauleta egípcia i cent anys després a les Tauletes de Mari. Durant aquest segon mil·lenni abans de Crist es va poblar la ciutat baixa o recinte emmurallat (potser el 1800 aC) i la població va arribar a uns vint mil habitants. Era la ciutat principal de la regió i el centre estratègic pel comerç entre Egipte i Babilònia. En aquesta època apareix governada per Ibni-Addu i exercia una hegemonia sobre Fenícia, Galilea i fins i tot Damasc. La ciutat apareix als arxius egipcis d'Amarna (segle xiv aC) on es diu que era un centre comercial rellevant i teatre d'algunes operacions militars egípcies als segles XV i XIV aC. Des del segle xvi aC va ser una ciutat vassalla d'Egipte, probablement fins al tomb del 1200 aC. Sota Egipte s'esmenten alguns reis: Abdi Tirshi, Iehaenu (nom egipci, probablement el mateix que a les fonts hebrees s'anomena Jabin). Més tard apareix un altre rei Jabin, cosa que fa pensar que era un títol més que un nom.
Els israelites van atacar i ocupar Hassor i la van incorporar al seu territori. Això els va obrir la porta per dominar tot el país de Canaan. L'arqueologia (correspon a l'excavació de Tell al-Qedah) ha pogut comprovar la destrucció violenta de la ciutat després de l'any 1300 aC i abans del 1200 aC. Segons la narració bíblica era governada per un rei anomenat Jabin (que sembla un títol més que un nom) que va encapçalar una coalició de ciutats cananees contra Josuè. Josuè va vèncer i va incendiar i destruir la ciutat. El Llibre de Josuè diu: "I Josuè va tornar en aquest temps i va ocupar Hassor i va colpejar al seu rei amb l'espasa: Hassor era el cap de tots aquells regnes i tothom en ells va ser passat per l'espasa, i tots van ser destruïts no salvant-se res que respirés i incendiant la mateixa Hassor; Israel no va cremar cap altra ciutat construïda a les seves terres més que Hassor". Tot i així es va reconstruir i va recuperar el seu poder tornant a ser igual de forta uns dos-cents anys després, quan tornava a regnar un Jabin, que era considerat un rei molt recte. El general del Jabin, Sisserà, que dirigia les tropes contra Israel, i els assetjava, va caure derrotat per la jutgessa Dèbora i el general Barac a la batalla que es va anomenar "les aigües de Meguidó" i si bé la ciutat no consta que fos presa o ocupada, degué ser destruïda, ja que després la van poblar els nòmades presumiblement jueus, que vivien en tendes, i no va ser reconstruïda fins més tard, pel rei Salomó, al segle x aC. Sisserà va fugir i es va refugiar amb els quenites. Va morir assassinat per Jael, la dona del cap quenita.
Al començament del segle ix aC la va ocupar el rei Ben Hadad I de Damasc a petició del rei Asà de Judà, i tot seguit Omri o potser Acab de Judà la va restaurar i va esdevenir prospera altra vegada, tant sota Acab com amb Jeroboam II. Va arribar a tenir potser uns quaranta mil habitants i una superfície d'entre deu i vint vegades més que Jerusalem, i va doblar la seva superfície anterior. Tenia un eficaç sistema de distribució de l'aigua especialment pensat per als casos de setge, però tot i així els assiris la van conquerir en temps de Teglatfalassar III l'any 733 aC o 732 aC i la van destruir. Una sèrie de forts i centres comercials anomenats Tels, primer assiris i babilonis i després perses i selèucides, van substituir el paper de la ciutat.
La darrera referència històrica és al Llibre dels Macabeus on es diu que Jonatan va lluitar contra el rei selèucida Demetri II Nicàtor a la plana d'Hassor l'any 147 aC.
Era situada a un lloc anomenat Tel al-Qedah, a l'est del castell medieval de Banias que controlava la via de Damasc, a uns 15 km al nord del llac Tiberíades. J. L. Porter la va identificar l'any 1875 i excavada limitadament el 1928 pel britànic J. Garstang. Va ser excavada àmpliament el 1955-1958 i el 1968-1969 per un equip israelià dirigit per Yigael Yadin de la Universitat Hebrea de Jerusalem, i es van localitzar almenys 21 capes de ciutats, amb temples, fortificacions i un sistema d'aigua. El 1990 es van reprendre les excavacions sota direcció d'Amnon Ben-Tor de la mateixa universitat i s'han trobat edificis, un palau, moltes tauletes, i altres treballs incloent part dels arxius. La seva regió és avui dia un parc nacional d'Israel.